# Georg von Trapp
Georg Ludwig Ritter von Trapp (Zadar, Kroatië (destijds behorend tot Oostenrijk-Hongarije), 4 april 1880 – Boston, 30 mei 1947) was het hoofd van de Oostenrijkse zingende familie von Trapp, die onsterfelijk gemaakt werd in de musical The Sound of Music. Zijn verdiensten op zee tijdens de Eerste Wereldoorlog leverden hem veel decoraties op en hij werd vanaf dan gerekend tot de Oostenrijkse adel.

## Jonge leven en carrière bij de marine
Zijn vader stierf toen hij vier jaar was. In 1894 trad hij in zijn vaders voetsporen en begon een carrière bij de Oostenrijks-Hongaarse marine, hij begon op de marineacademie in Fiume. Vier jaar later studeerde hij af en vervolledigde dan twee jaar training waaronder een reis naar Australië. In 1900 zat hij op de kruiser Kaiserin und Königin Maria Theresia en werd gedecoreerd voor zijn prestaties tijdens de Bokseropstand. In 1902 slaagde hij voor zijn examen officier.
Hij was gefascineerd door onderzeeërs en greep in 1908 de kans om over te stappen naar de nieuwe legerafdeling onderzee (U-boot-Waffe). In 1910 kreeg hij het bevel over de nieuwe onderzeeër U-6 die gedoopt werd door Agathe Whitehead, de kleindochter van Engelsman Robert Whitehead, uitvinder van de torpedo. Georg bleef tot 1913 het bevel hebben over de U-6.
Op 22 april 1915 werd hij bevelhebber over de duikboot U-5 en leidde negen gevechtsaanvallen. In oktober van dat jaar nam hij het bevel over van de in beslag genomen Franse duikboot Curie, die door de Oostenrijkers werd omgedoopt in U-14. Hij leidde nog tien oorlogsgevechten. In 1918 werd hij dan gepromoveerd tot korvetkapitein en kreeg het bevel over de marinebasis in de Baai van Kotor. Aan het einde van de oorlog had hij vele aanvallen geleid en zorgde hij ervoor dat twaalf schepen gezonken waren.
Voor zijn oorlogsprestaties werd hij opgenomen in de adelstand en kreeg het recht om het woord von voor zijn naam Trapp te zetten. Hij werd ook geridderd in de Orde van Maria Theresia.

## Huwelijk en kinderen
Georg von Trapp trad in januari 1911 te Fiume (Rijeka) in het huwelijk met Agathe Whitehead, geboren in 1891. In september 1922 overleed Agathe aan roodvonk. Georg en Agathe kregen samen zeven kinderen;
- Rupert von Trapp (Pula, 1 november 1911 – 22 februari 1992),
- Agathe Johanna Erwina Gobertina von Trapp (Pula, 12 maart 1913 – 28 december 2010),
- Maria Agatha Franziska Gobertina von Trapp (Zell am See, 28 augustus 1914 – Vermont, 18 februari 2014),[1]
- Werner von Trapp (21 december 1915 – 11 oktober 2007),
- Hedwig Maria Adolphine Gobertina von Trapp (Zell am See, 28 juli 1917 – 14 september 1972),[2]
- Johanna Karoline von Trapp (Zell am See, 7 september 1919 – Wenen, 25 november 1994),
- Martina von Trapp (Klosterneuburg, 17 februari 1921 – 25 februari 1951).

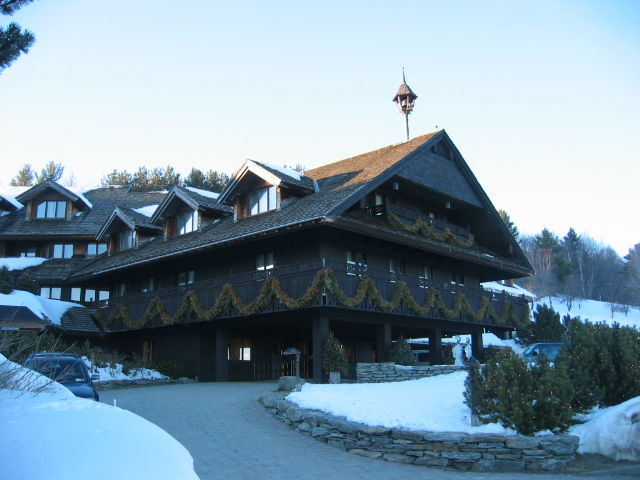
De Trapp Family Lodge in Stowe (Vermont)

Enkele jaren na het overlijden van Agathe, in 1926, herstelde dochter Maria van een ziekte en kon zij niet naar school gaan. Georg von Trapp huurde een lerares voor haar uit het plaatselijke klooster, Maria Kutschera. Op 26 november 1927 traden zij in het huwelijk en samen kregen zij drie kinderen:
- Rosemarie von Trapp (Salzburg, 8 februari 1928 – 20 mei 2022),[3]
- Eleonore (Lorli) von Trapp (Salzburg, 14 mei 1931 – 17 oktober 2021),[4]
- Johannes Georg von Trapp (Philadelphia, 17 januari 1939).

Maria schreef later in haar boek over de familie, Vom Kloster zum Welterfolg, dat een bestseller werd, dat Georg in 1935 het geld verloor dat hij van zijn vrouw geërfd had en veilig op een bank in Londen stond. Door de economische crisis hadden de Oostenrijkse banken het moeilijk en om een vriend in het bankwezen te helpen haalde Georg het geld van de Engelse rekening af en zette het op een Oostenrijkse bank. Die bank ging kort daarop bankroet waardoor het hele fortuin verdween. Georg was er erg door aangeslagen en werd er depressief van. Vóór het verlies van het familiefortuin was zingen een hobby van de familie. Nadat het geld weg was en haar man voor geen nieuw inkomen kon zorgen, omdat hij vond dat werken voor geld beneden zijn stand was, nam Maria het heft in handen en zorgde ervoor dat de familie kon zingen voor publiek, om zo brood op de plank te brengen. Rond die tijd kwam de katholieke priester Franz Wasner, die ongeveer even oud was als Maria, bij hen wonen. Hij werd de muzikale begeleider van de groep. Na de Anschluss in 1938 vluchtte de familie het land uit. Ze traden nog op in Europa en gingen na een uitnodiging om op te treden in de Verenigde Staten daarheen. Uiteindelijk vestigden ze zich in Stowe (Vermont). Georg von Trapp stierf op 67-jarige leeftijd aan longkanker.
Er werden twee succesvolle Duits/Oostenrijkse films van Maria's boek gemaakt, Die Trapp-Familie (1956) en Die Trapp-Familie in Amerika (1958). Haar boek werd vertaald als The Story of the Trapp Family Singers. Het boek werd later aangepast voor The Sound of Music, een fenomenaal succesvolle Broadway-musical die in 1959 in première ging. Deze musical werd in 1965 verfilmd onder de gelijknamige titel The Sound of Music, een van de succesvolste films aller tijden.
- Gemeinsame Normdatei: 126971420
- International Standard Name Identifier: 0000 0001 1038 2514
- Library of Congress Control Number: n2006057272
- MusicBrainz: 3ad19782-541a-43de-8384-d5b3d949b764
- Nationale Bibliotheek van Tsjechië: xx0304381
- Nationale Bibliotheek van Israël: 987007601364405171
- Nationale Bibliotheek van Polen: a0000002233033
- SNAC: w6d36fm9
- Système universitaire de documentation: 147337976
- Virtual International Authority File: 10854007
- WorldCat: E39PBJpPFtbkP9mQQJHJwtXw4q